# Dejan Davidovac
Pour les articles homonymes, voir Davidovac.
Dejan Davidovac est un joueur serbe de basket-ball né le 17 janvier 1995 à Zrenjanin. Il a remporté avec l'équipe de Serbie la médaille de bronze du tournoi masculin aux Jeux olympiques d'été de 2024, organisés à Paris.